# 郭桓 (明朝)
郭桓（？—1385年），明初戶部侍郎。“郭桓案”主角。
洪武十八年（1385年）三月，御史余敏、丁廷舉告發戶部侍郎郭桓利用職權，勾結北平承宣布政使司、提刑按察使司官吏李彧、按察使司官吏趙全德、胡益、王道亨等，私吞太平、鎮江等府的賦稅外，還私分了淅西的秋粮，並且巧立名目，征收了多種水腳錢、口食錢、庫子錢、神佛錢等的賦稅，中飽私囊。朱元璋令審刑司拷訊，此案牽連全國的十二個布政司，牽涉禮部尚書趙瑁、刑部尚書王惠迪、兵部侍郎王志、工部侍郎麥至德等。總計一共損失精糧兩千四百萬擔，“自六部左、右侍郎以下，贓七百萬，詞連直、省諸官吏，係死者數萬人”“核贓所寄借遍天下，民中人之家大抵皆破”，史稱「郭桓案」。朱元璋在《大誥》感嘆說：“古往今來，貪贓枉法大有人在，但是搞得這麼過分的，實在是不多！”